# Artafern
Artafern ili Artafren Stariji (staroperz. „Arta+Farnah“: Slava+Pravednost) je bio Histaspov sin, brat perzijskog velikog kralja Darija Velikog, satrap grada Sarda odnosno Lidije, te jedan od zapovjednika perzijske vojske u doba grčko-perzijski ratova.

## Politički život
Artafern je 497. pr. Kr. primio atensko veleposlanstvo koje je poslao Klisten, te ga upozorio kako moraju prihvatiti natrag tiranina Hipiju.
Naknadno, odigrao je značajnu ulogu u suzbijanju Jonskog ustanka, dok je nakon sukoba bio primoran stvoriti mirovne ugovore među jonskim polisima. Izmjerio je površine njihovih teritorija u parasanzima te je prema njima odredio danak. Godine 492. pr. Kr. na mjestu satrapa zamijenio ga je Mardonije.

## Potomstvo
Njegov istoimeni sin Artafern Mlađi zajedno s Datisom imenovan je zapovjednikom perzijskih snaga u kažnjeničkoj ekspediciji protiv Atene i Eretrije koje su pomagale Jonski ustanak, no unatoč pokoravanju Eretrije njihov pohod završava neuspješno u bitci kod Maratona gdje su ih porazili Atenjani. Deset godina kasnije, vodio je satrapije Lidiju i Miziju.

## U književnosti
Eshil u svojim djelima (koja su uglavnom povijesno irelevantna) spominje listu perzijskih kraljeva i navodi dva kralja pod imenom „Artafern“, što je vjerojatno inspirirano navedenom dvojicom perzijskih zapovjednika.

## Poveznice
- Ahemenidsko Perzijsko Carstvo
- Jonski ustanak
- Darije Veliki
- Artafern Mlađi

| Prethodnik:                | Satrap Lidije (513. - 492. pr. Kr.) | Nasljednik:                            |
| Otan (517. - 513. pr. Kr.) | Satrap Lidije (513. - 492. pr. Kr.) | Artafern Mlađi (492. - 470-ih pr. Kr.) |

## Vanjske poveznice
- [neaktivna poveznica]
- Artafern (Artaphernes), AncientLibrary.com  Arhivirana inačica izvorne stranice od 20. studenoga 2010. (Wayback Machine)
- Popis lidijskih satrapa (Livius.org, Jona Lendering)  Arhivirana inačica izvorne stranice od 6. ožujka 2009. (Wayback Machine)